# Code de Reed-Muller
Pour les articles homonymes, voir Reed et Muller.

Matrice du code de Hadamard augmenté [32, 6, 16] pour le code de Reed-Muller (1, 5) de la sonde spatiale Mariner 9 de la NASA

Les codes de Reed-Muller sont des codes correcteurs linéaires. Cette famille de codes, initialement binaire, doit son nom aux travaux de David E. Muller qui proposa le principe du code et à Irving S. Reed qui proposa une technique de décodage, publiés en 1954. Depuis, cette famille a été largement étudiée et généralisée aux corps finis de plus de 2 éléments. Historiquement, un code Reed-Muller d'ordre 1 en 5 variables, qui a 64 mots de longueur 32 et corrige 7 erreurs, a été utilisé par les sondes Mariner lancées par la NASA entre 1969 et 1973 pour assurer une transmission (numérique) correcte des photos de Mars. 
Un code de cette famille est identifié à l'aide de deux paramètres, en général notés {\displaystyle r} et 
{\displaystyle m}, appelés respectivement ordre et nombre de variables. Ces paramètres interviennent dans 
la description utilisant les fonctions booléennes : le code binaire de Reed-Muller d'ordre {\displaystyle r} en {\displaystyle m}, que l'on note {\displaystyle \mathrm {RM} (r,m)}, est l'ensemble des tables de vérité des fonctions booléennes en {\displaystyle m} variables dont la forme algébrique normale (ANF) est de degré au plus {\displaystyle r}.
Lorsque l'alphabet est le corps fini à {\displaystyle q} éléments, il suffit de considérer les fonctions {\displaystyle q}-aires.

## Code binaire

### Une construction simple
On choisit un ordre quelconque sur les éléments de {\displaystyle \mathbb {F} _{2}^{m}=\{z_{0},...,z_{2^{m}-1}\}}. Une fonction booléenne {\displaystyle f} en {\displaystyle m} variables est alors identifiée au mot binaire défini par
{\displaystyle c_{f}=\left(f(z_{0}),...,f(z_{2^{m}-1})\right)}
En d'autres termes, {\displaystyle c_{f}} est la liste des valeurs prises par {\displaystyle f} dans un ordre quelconque mais fixe.
On peut alors définir 
{\displaystyle \mathrm {RM} (r,m)=\{c_{f}:d(f)\leq r\}}
où {\displaystyle d(f)} est le degré de l'ANF de {\displaystyle f}.

#### Exemple deRM(1,5){\displaystyle \mathrm {RM} (1,5)}
Dans l'exemple donné en introduction, le code Reed-Muller d'ordre 1 en 5 variables, {\displaystyle m} vaut donc {\displaystyle 5}
{\displaystyle \mathbb {F} _{2}^{5}=\{z_{0}=(0,0,0,0,0),...,z_{31}=(1,1,1,1,1)\}}.
Les fonctions booléennes en 5 variables sont identifiées chacune à un mot binaire de longueur 32
{\displaystyle c_{f}=\left(f(z_{0}),...,f(z_{31})\right)}
L'ensemble des mots du code est 
{\displaystyle \mathrm {RM} (1,5)=\{c_{f}:\exists a\in \mathbb {F} ^{6}|f((X_{0},...,X_{4}))=a_{0}X_{0}+a_{1}X_{1}+a_{2}X_{2}+a_{3}X_{3}+a_{4}X_{4}+a_{5}\}}
Ainsi le code est l'ensemble des tables de vérité des fonctions booléennes affines en 5 variables, la table de vérité de {\displaystyle f} étant simplement le vecteur {\displaystyle c_{f}}.

### Une autre construction
On décrit comment construire une matrice génératrice d'un code de longueur {\displaystyle n=2^{m}}. Posons :
{\displaystyle \mathbb {F} _{2}^{m}=\{z_{0},\ldots ,z_{2^{m}-1}\}}
Dans l'espace {\displaystyle \mathbb {F} _{2}^{n}} on définit, pour toute partie {\displaystyle A\subset \mathbb {F} _{2}^{m}}, les vecteurs {\displaystyle \mathbb {I} _{A}\in \mathbb {F} _{2}^{n}} par 
{\displaystyle \left(\mathbb {I} _{A}\right)_{i}={\begin{cases}1&{\mbox{ si }}z_{i}\in A\\0&{\mbox{ sinon}}\\\end{cases}}}
On définit également dans {\displaystyle \mathbb {F} _{2}^{n}} l'opération binaire :
{\displaystyle w\wedge y=(w_{1}\cdot y_{1},\ldots ,w_{n}\cdot y_{n})}
appelé produit extérieur.
{\displaystyle \mathbb {F} _{2}^{m}} est un espace vectoriel à {\displaystyle m} dimensions sur le corps {\displaystyle \mathbb {F} _{2}}, donc on écrit 
{\displaystyle (\mathbb {F} _{2})^{m}=\{(x_{0},\ldots ,x_{m-1})|x_{i}\in \mathbb {F} _{2}\}}

Dans l'espace {\displaystyle \mathbb {F} _{2}^{n}}, on définit les vecteurs de longueur {\displaystyle n} suivants : {\displaystyle v_{0}=(1,1,1,1,1,1,1,1)} et 
{\displaystyle v_{i}=\mathbb {I} _{H_{i}}}
où {\displaystyle H_{i}} sont des hyperplans dans {\displaystyle (\mathbb {F} _{2})^{m}} (de dimension {\displaystyle n=2^{m}-1}) :
{\displaystyle H_{i}=\{x\in (\mathbb {F} _{2})^{m}\mid x_{i}=0\}}
Le code de Reed-Muller {\displaystyle (r,m)} d'ordre {\displaystyle r} et longueur {\displaystyle n=2^{m}} est le code généré par {\displaystyle v_{0}} et le produit extérieur d'au plus {\displaystyle r} des {\displaystyle v_{i}} (par convention, s'il y a moins d'un vecteur, le produit extérieur est appliqué comme l'identité).
En fait, derrière cette construction se cache est celle donnée par les fonctions booléennes. En effet, si {\displaystyle f} est une fonction booléenne en {\displaystyle m} variables, on a 
{\displaystyle \mathbb {I} _{A_{f}}=c_{f}} en posant {\displaystyle A_{f}=\{z\in \mathbb {F} _{2}^{m}:f(z)=1\}}
où {\displaystyle c_{f}} est le vecteur défini à la section Code binaire. Il est alors facile de vérifier que 
{\displaystyle \mathbb {I} _{A_{f}}\wedge \mathbb {I} _{A_{g}}=\mathbb {I} _{A_{f\cdot g}}=c_{f\cdot g}}
Pour terminer, il suffit de remarquer que {\displaystyle H_{i}=A_{e_{i}+1}}, où {\displaystyle e_{i}} est la ième forme coordonnée, i.e :
{\displaystyle e_{i}(x_{0},...,x_{m-1})=x_{i}}
Le vecteur {\displaystyle v_{i}} est donc égal à {\displaystyle c_{e_{i}+1}}. La famille des produits extérieurs d'au plus {\displaystyle r} vecteurs {\displaystyle v_{i}}, est donc constituée des vecteurs de la forme
{\displaystyle v_{i_{0}}\wedge ...\wedge v_{i_{l}}=c_{(e_{i_{0}}+1)...(e_{i_{l}}+1)}} avec {\displaystyle l\leq r}.
Bien entendu, les {\displaystyle {(e_{i_{0}}+1)...(e_{i_{l}}+1)}} sont des fonctions booléennes en {\displaystyle m} variables dont le degré est exactement {\displaystyle l} et pour tous les {\displaystyle (i_{0},...,i_{l})}, {\displaystyle l\leq r}, elles forment une famille génératrice des fonctions de degré au plus {\displaystyle r}. 
On peut montrer que lorsque {\displaystyle H=A_{f}} est un hyperplan, la fonction {\displaystyle f} est affine. Il est donc suffisant de considérer des hyperplans engendrés par des fonctions linéairement indépendantes pour obtenir de la sorte les codes de Reed-Muller.

### Paramètres
L'ensemble des fonctions booléennes de degré au plus {\displaystyle r} est un espace vectoriel, ce code est donc linéaire. Par définition, sa longueur est {\displaystyle 2^{m}}. La famille des monômes de degré au plus {\displaystyle r} étant une base de cet espace, et ayant
{\displaystyle k={m \choose 0}+{m \choose 1}+...+{m \choose r}}
éléments, sa dimension est {\displaystyle k}.
Le poids minimal du code {\displaystyle \mathrm {RM} (r,m)} est obtenu, entre autres, par les monômes de degré {\displaystyle r} et vaut {\displaystyle 2^{m-r}}.

## L'ordre 1
Lorsque {\displaystyle r=1}, le code {\displaystyle \mathrm {RM} (r,m)} est constitué des fonctions affines, c'est-à-dire des fonctions de la forme
{\displaystyle f(x_{0},...,x_{m-1})=a_{0}x_{0}+...+a_{m-1}x_{m-1}+a_{m}}
où les {\displaystyle a_{i}} sont des éléments de {\displaystyle \mathbb {F} _{2}}. 
La distance minimale du code de Reed-Muller d'ordre 1 est {\displaystyle 2^{m-1}}, ce qui en fait un code optimal selon la borne de Griesmer: un code ayant au moins autant de mots et une distance minimale au moins aussi grande 
ne peut pas être plus court que  {\displaystyle \mathrm {RM} (1,m)}.
On peut même facilement être plus précis. En effet, le polynôme énumérateur des poids se calcule simplement :
{\displaystyle W(X,Y)=\sum _{c\in \mathrm {RM} (1,m)}X^{w(c)}Y^{2^{m}-w(c)}=Y^{2^{m}}+(2^{m+1}-2){X^{2^{m-1}}Y^{2^{m-1}}}+X^{2^{m}}}
où {\displaystyle w(c)} désigne le poids de Hamming de {\displaystyle c}. Cela signifie qu'il existe 3 poids possibles pour les mots du code, soit {\displaystyle 0} pour le mot nul, soit {\displaystyle 2^{m}} pour le mot tout à {\displaystyle 1}, soit {\displaystyle 2^{m-1}} pour tous les autres mots. Pour prouver ce résultat il suffit de considérer la forme d'une fonction affine donnée ci-dessus. Si les {\displaystyle a_{i}} sont tous nuls pour {\displaystyle i\in \{1,...,m-1\}}, la seule valeur prise par 
{\displaystyle f} est {\displaystyle a_{m}} et on obtient le mot tout à zéro ou tout à un selon la valeur de {\displaystyle a_{m}}, donc respectivement les termes 
{\displaystyle Y^{2^{m}}} et {\displaystyle X^{2^{m}}}. Si l'un des {\displaystyle a_{i}} au moins est non nul pour {\displaystyle i\in \{1,...,m-1\}}, alors les éléments {\displaystyle x} tels que {\displaystyle f(x)=0} forment un espace affine de dimension {\displaystyle m-1}. Le cardinal de cet espace est donc {\displaystyle 2^{m-1}}. On en déduit que l'ensemble des {\displaystyle x} tels que {\displaystyle f(x)=1} a pour cardinal {\displaystyle 2^{m}-2^{m-1}=2^{m-1}}. Le mot associé à {\displaystyle f} a donc un poids de {\displaystyle 2^{m-1}}. Les {\displaystyle (2^{m+1}-2)} fonctions pour lesquelles l'un des {\displaystyle a_{i}} au moins est non nul donnent donc le terme {\displaystyle (2^{m+1}-2){X^{2^{m-1}}Y^{2^{m-1}}}}.